# 刘炘
刘炘（?—?），福建闽侯人，中华民国官員。
民国20年5月任霞浦县县长，奉令在利埕乡（今属松港街道）开辟霞浦飞机场时，侵吞公款，被福建省政府撤职，判处有期徒刑七年，机场亦随之罢弃。